# Ctenosaura
Ctenosaura — рід ящірок з родини Ігуанових. Має 18 видів. Інша назва «чорна ігуана».

## Опис
Загальна довжина сягає 1,4 м, з яких трохи більше половини складає хвіст. Спостерігається статевий диморфізм — самці більше самиць. У самців є великі горлові торби. Ігуани цього роду мають характерне забарвлення — сіре з чорними смугами. Звідси й походить їх назва. Голова у них трохи витягнута, тулуб кремезний з майже однорідною лускою Від потилиці до хвоста тягнеться гребінь. Кінцівки міцні.

## Спосіб життя
Полюбляють скельні та кам'янисті місцевості. Часто забираються на висоту, де гріються на сонці. На найвищих точках розташовуються самці. На території одного самця можна було побачити до 10 самок. Самки полохливі, дуже багато з обламаними хвостами (хвіст відростає гладенький, коричневого кольору, без луски). Самці підпускають людину на відстань до 1 метра, потім поспішно віддаляються, не виявляючи агресії. У чорної ігуани зареєстрована найвища швидкість переміщення суходолом серед рептилій — 34,9 км на годину. Харчуються комахами, рослинною їжею
Це яйцекладні ящірки. Парування відбувається у лютому.

## Розповсюдження
Мешкають у Мексиці. Велику кількість чорних ігуан можна побачити на стародавніх пірамідах індіанців мая. Зустрічаються у південно-західних штатах США, Гондурасі, Коста-Риці, Сальвадорі, Гватемалі, Нікарагуа, Панамі, Колумбії.

## Види
- Ctenosaura acanthura
- Ctenosaura alfredschmidti
- Ctenosaura bakeri
- Ctenosaura clarki
- Ctenosaura conspicuosa[en]
- Ctenosaura defensor
- Ctenosaura flavidorsalis
- Ctenosaura hemilopha
- Ctenosaura macrolopha[en]
- Ctenosaura melanosterna
- Ctenosaura nolascensis[en]
- Ctenosaura oaxacana
- Ctenosaura oedirhina
- Ctenosaura palearis
- Ctenosaura pectinata
- Ctenosaura praeocularis
- Ctenosaura quinquecarinata
- Ctenosaura similis